# Border Violence Monitoring Network
Border Violence Monitoring Network (Le réseau de surveillance de la violence aux frontières, BVMN) est une coalition de plus de 12 organisations de terrain actives dans l’assistance aux personnes exilées. Leur but est de documenter les refoulements aux frontières extérieures de l'UE et aux frontières de l'espace Schengen, ainsi que de créer un plaidoyer politique pour les exilés touchés.  L'organisation a été fondée en 2017 et est principalement active sur la route migratoire allant de la Turquie à l’Italie. Les statuts juridiques de l’organisation sont au nom de l'association à but non lucratif Rigardu eV, basée en Allemagne. 

## Structure
Le réseau se compose de plus de 12 organisations members, dont les sièges associatifs sont basés en Allemagne, Serbie, Grèce, Autriche, Bulgarie, Pologne et France:
- Blindspots[4] - Allemagne

- Collective Aid[5] - Serbie

- Mobile Info Team[6] - Grèce

- Rigardu eV[7] - Allemagne
- I Have Rights[8] - Grèce
- Pushback Alarm Austria - Autriche
- Center for Legal Aid - Voice in Bulgaria[9] - Bulgarie
- Mission Wings[10] - Bulgarie
- We Are Monitoring[11] - Pologne
- Legal Centre Lesvos[12] - Grèce
- InfoPark - Serbie
- Human Rights Observers[13] - France

Certaines autres organisations préfèrent garder leur appartenance au réseau confidentielle. Les organisations membres travaillent de manière horizontale.

## Domaines d'activité

### Documentation des refoulements
BVMN et les organisations partenaires mènent des entretiens narratifs et standardisés auprès des exilés victimes de refoulements. 
Lors de ces entretiens, le récit du refoulement fourni par la personne questionnée permet de documenter les détails démographiques des victimes, les agents impliqués dans le refoulement, les localisations, ainsi que les mauvais traitements infligés aux exilés.  Avec accord, les blessures sont documentées photographiquement.
Les rapports et les photographies sont rassemblés dans une base de données et peuvent être consultés publiquement. Le but est de montrer le caractère systématique des pratiques. Les données collectées sont analysées par BVMN afin de retracer les procédures et les emplacements des refoulements. 
Toutes les informations recueillies se font sur la base du consentement et du volontariat.

### Plaidoyer politique
La base de données sert de base à l'organisation pour le plaidoyer politique. Le plaidoyer politique se déroule en particulier au niveau européen.
En janvier 2020, les eurodéputés présentent les photos et témoignages des personnes refoulées et violentées aux frontières lors commission des libertés civiles, de la justice et des affaires intérieures (LIBE) du parlement européen .
En octobre 2020, BVMN, conjointement avec Sea-Watch, a soumis un rapport au Comité des droits de l'homme des Nations unies.
En décembre 2020, une analyse du Pacte Européen des Migrations et d’Asile via un rapport et un court métrage. 

## Publications
BVMN publie les rapports individuels des personnes interrogées. Puis chaque mois, un rapport est publié rapportant les tendances actuelles et les actualités en lien avec les migrations entre l’Ouest de la Turquie et l’Italie, ainsi que les évolutions des politiques migratoires. En outre, des rapports spéciaux sont publiés sur des sujets spécifiques, tels que les rapports sur la criminalisation de l'assistance aux exilés, les entreprises de sécurité privées dans les campement des exilés, le recours à la force par des policiers bosniens ou la participation de La Garde côtière grecque dans les refoulements de la Grèce vers la Turquie.
Un “Livre Noir” des refoulements a été publié par le collectif le 18 décembre 2020 lors de la journée internationale des Migrants regroupant près de 900 témoignages. Ce livre est à l’initiative du groupe de la GUE/NGL (gauche radicale) au Parlement européen, et a été remis à la commissaire européenne aux Affaires intérieures Ylva Johansson,.

## Financement
Le réseau est financé par des dons de particuliers, les frais d'adhésion perçus par Rigardu eV, ainsi que des subventions de fonds et de fondations.
BVMN reçoit ou a reçu dans le passé des subventions des fondations suivantes:
- Open Society Foundations
- Programme Européen pour l'Intégration et la Migration
- Fondation européenne de la culture
- Safe Passage Fund[22]
- Sigrid Rausing Trust[23]
- The Fund for Global Human Rights
- Fondation Heinrich-Böll
- Privacy International
- Pro Asyl[24]
- Brot für die Welt[25]
- Guerilla Foundation[26]
- Fondation Un Monde par Tous
- The Global Whole Being Fund
- RiVolti ai Balcani[27]
- Front Line Defenders
- Freedom House